# Graupner Modellbau
Die Graupner/SJ GmbH war ein Modellbauunternehmen, das 1930 von Johannes Graupner in Stuttgart-Wangen gegründet wurde und unter dem Handelsnamen Graubele zunächst kleinere Laubsägearbeiten herstellte.
Graupner gehörte neben Simprop, Robbe Modellsport, und Multiplex zu den „großen Vier“, die den RC-Modellbau in Deutschland populär gemacht und mit ihrem Vollsortiment geprägt haben.
Nach Jahrzehnten im Familienbesitz wurde das Unternehmen nach einem Insolvenzverfahren im Jahr 2013 vom südkoreanischen Unternehmen SJ Incorporated übernommen. Im November des Jahres 2019 leitete Graupner erneut ein Insolvenzverfahren ein. Die südkoreanische Muttergesellschaft hat auf Grund einer Restrukturierung des Unternehmens den Vertrieb in Kirchheim eingestellt. Das Insolvenzverfahren wurde zum 1. Februar 2020 eröffnet, eine Hoffnung auf Fortbestand des Unternehmens besteht nicht.

## Geschichte

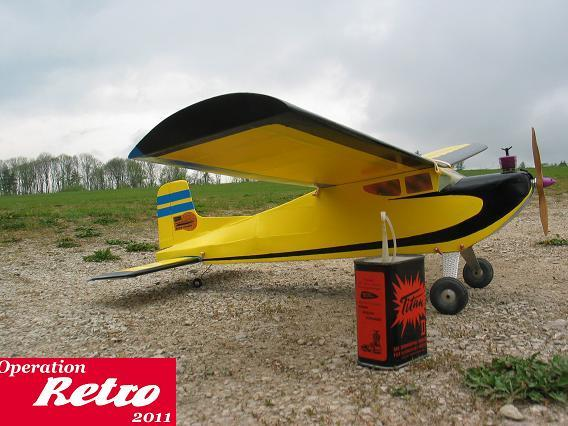
Graupner Satellit mit Fernsteuerung, Taifun Modell-Dieselmotor und Titan-D-Kraftstoff

Zwei Jahre nach der Gründung zog das Unternehmen nach Kirchheim unter Teck. Inzwischen stellte es auch einen Baukasten mit beweglichen Tierfiguren her. 1935 kam ein Segelflugzeugmodell als Spielzeug dazu; 1938 wurden Pläne und Materialien für verschiedene Schiffsmodelle mit in das Sortiment aufgenommen. Hauptsächlich wurden Bastelgruppen der Hitlerjugend (HJ) beliefert.

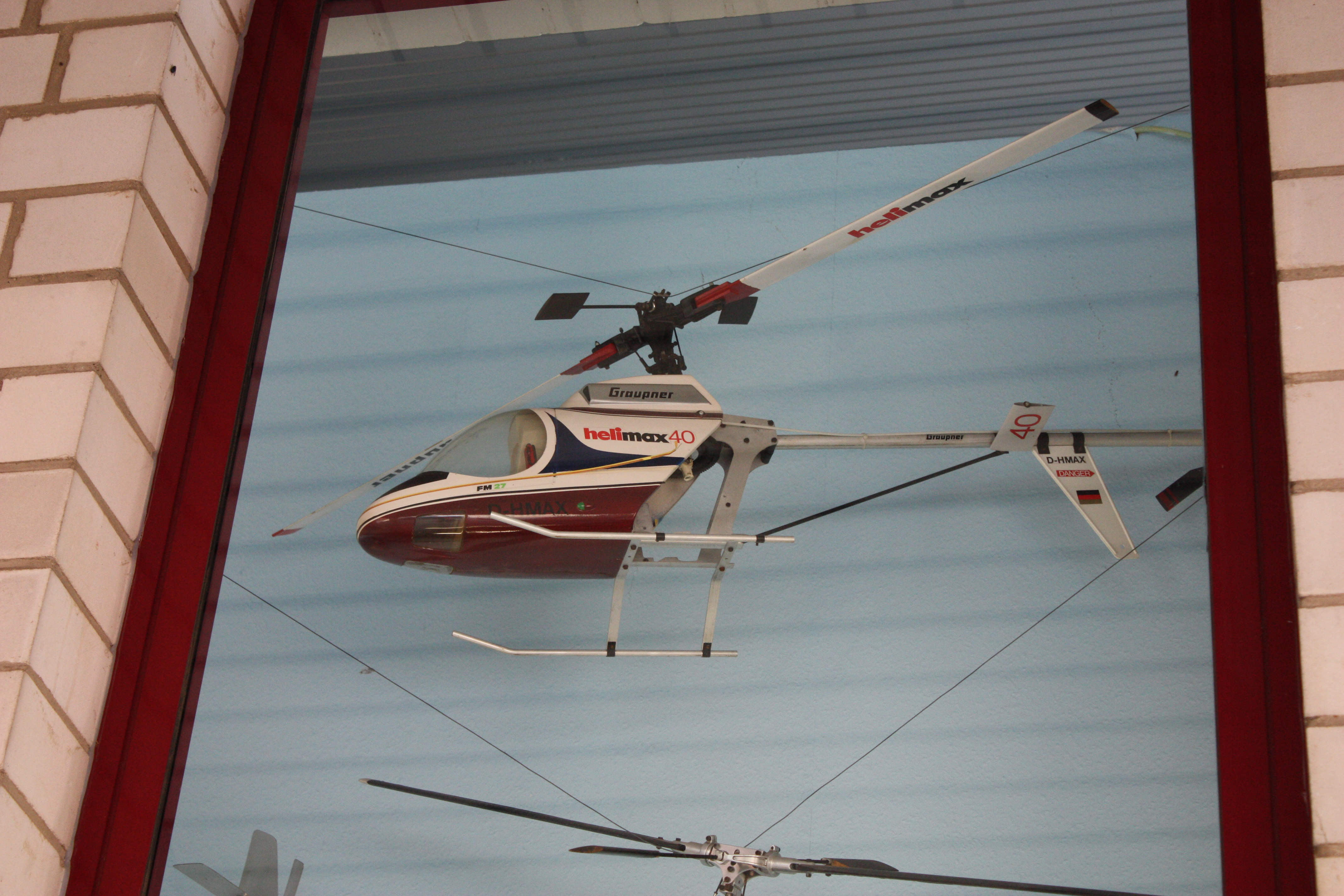
Hubschraubermodell von Graupner im Hubschraubermuseum Bückeburg

Nach dem Zweiten Weltkrieg beantragte Johannes Graupner eine Genehmigung für eine Neueröffnung. Er stellte zunächst mit 18 Beschäftigten Bastelspielwaren und Küchenartikel her. 1950 begann das Unternehmen, das inzwischen wieder Pläne und Zubehör für Modellflugzeuge vertrieb, mit der Fertigung von Modelleisenbahnzubehör wie Gebäuden und Anlagen.
Neben einem englischen Modelldiesel kam 1952 auch ein unter dem Markennamen Taifun in Deutschland entwickelter Selbstzünder-Motor namens Taifun-Standard auf den Markt, zwei Jahre später die ersten industriell in größerer Stückzahl in Deutschland hergestellten Modell-Funkfernsteuerungen.
Als der Unternehmensgründer 1953 starb, wurde das Unternehmen von seinem Sohn Hans Graupner weitergeführt, der 1954 zum ersten Mal auf der Spielzeugmesse in Nürnberg zugegen war.
Im Jahr 1962 wurde ein neues Gebäude in Kirchheim errichtet.

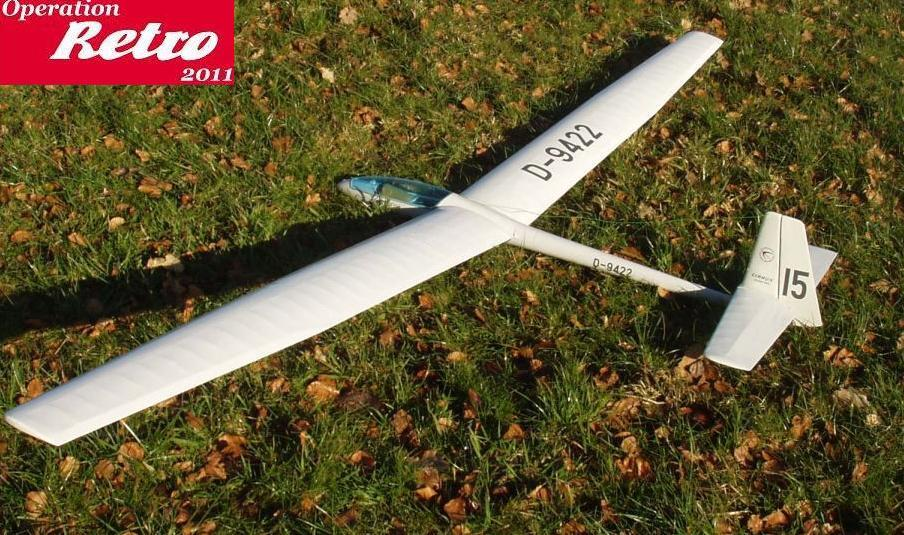
Graupner Cirrus mit Kunststoff-Rumpf

In den 1970er Jahren entstanden außer der österreichischen Niederlassung auch Zweigstellen in der Schweiz. Hinzu kam eine Tochtergesellschaft in Ecuador, um das Unternehmen mit Balsaholz zu versorgen. Graupner belieferte inzwischen weltweit 2.000 Fachhändler.
Im Jahr 2007 betrug der Umsatz 40 Millionen Euro. Der Exportanteil überstieg 50 % (Elektronischer Bundesanzeiger).
Am 11. November 2010 verstarb Hans Graupner, der Sohn des Firmengründers, im Alter von 81 Jahren.
Im Dezember 2012 wurde über das Vermögen der Graupner Beteiligungen GmbH das Insolvenzverfahren eröffnet und vom Amtsgericht Esslingen ein Schutzschirmverfahren eingeleitet. Der Antrag für das Verfahren wurde auf den 12. Februar 2013 gelegt. Offensichtlich brachte dieser „harte Schnitt“ nicht den erhofften Erfolg. Ziel war es nach Aussage der Geschäftsleitung, während des dreimonatigen Schutzschirmverfahrens die Restrukturierung des Unternehmens bis März abzuschließen und eine Insolvenz abzuwenden. Dies gelang trotz aller Bemühungen bis zum 22. Februar 2013 nicht.
Anfang März 2013 wurde die Fa. Graupner liquidiert und deren Markenrechte von der südkoreanischen Firma SJ Incorporated übernommen, dem Hauptlieferanten der von ihr entwickelten Ladegeräte, DES-Servos und HoTT-Fernsteuerungen (Hopping Telemetry Transmission). Nur ein Drittel der alten Belegschaft wurde von der neugegründeten Firma Graupner/SJ übernommen. Die Produktion am Standort Kirchheim wurde komplett eingestellt, nur Entwicklung, Marketing, Vertrieb und Service verblieben.
Um 2016/2017 wurde die koreanische Mutter von SJ Incorporated auf Graupner Co. Ltd. umbenannt. Ihre Europaniederlassung firmiert weiter unter Graupner/SJ GmbH.
Auf der Spielwarenmesse Nürnberg stellte Graupner im Februar 2017 die „Vektorsteuerung“ vor, einen Flugzeugmotor mit Druckschraube, der unmittelbar am Hebel eines Servos sitzt, die Einheit wird auf Saalflugmodelle, von etwa der Größe eines DIN A3-Blatts, oben aufgebaut.
Im November 2019 verkündete die GRAUPNER/SJ GmbH, dass sie aufgrund von Maßnahmen der Graupner Co. Ltd. einen Antrag auf Einleitung des Insolvenzverfahrens wegen drohender Zahlungsunfähigkeit gestellt hat. Im Februar 2020 stellte die Firma Graupner offiziell ihre Geschäftstätigkeiten ein.

## Baukästen und Baupläne

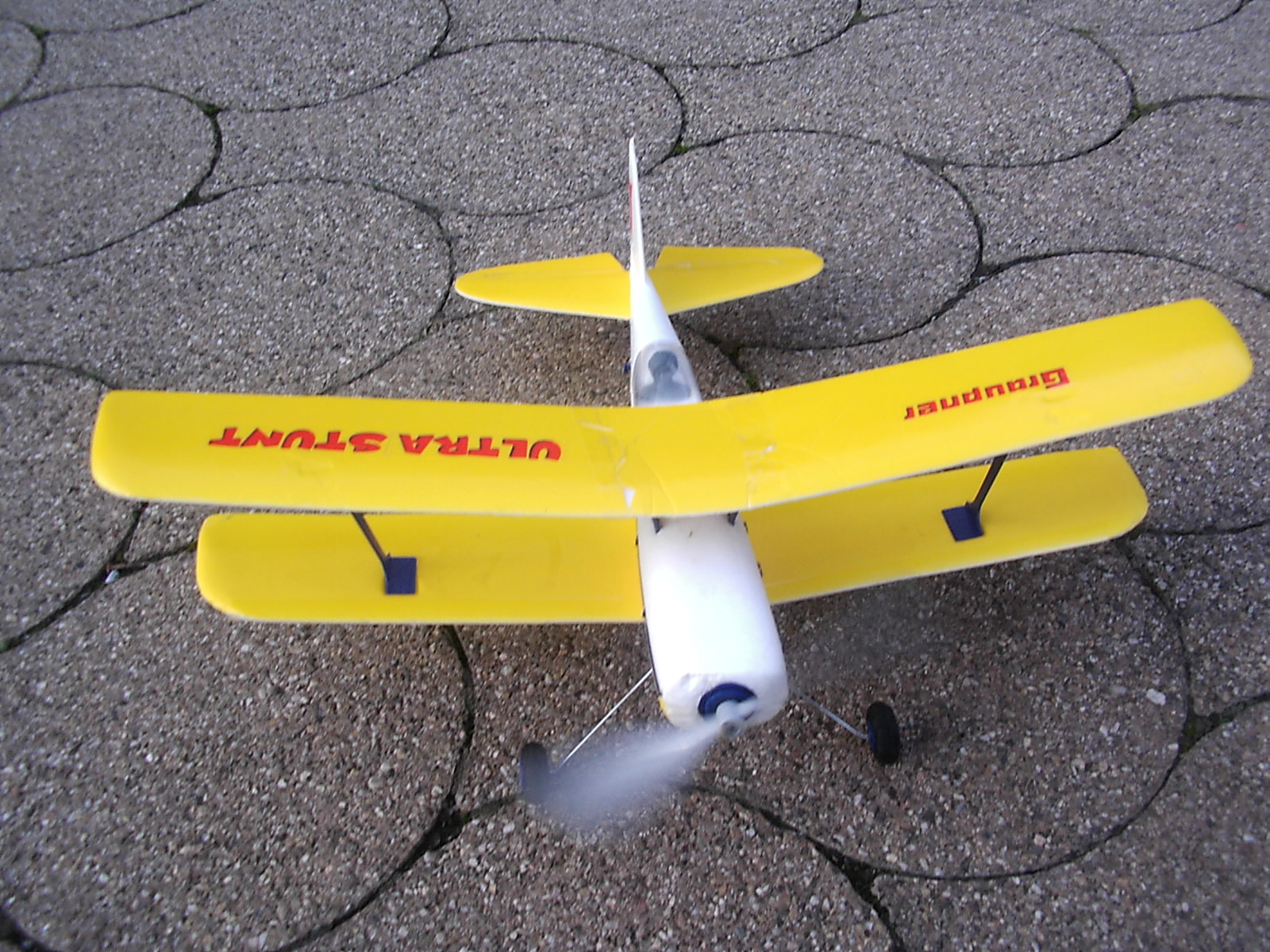
Graupner Ultra Stunt – Flugmodell mit Gummimotor

Neben den Baukästen aus den damals üblichen Materialien Kiefernleisten und Sperrholz wurde schon 1950 ein Wurfgleiter ganz aus Balsaholz als Baukasten angeboten. In Zusammenarbeit mit international erfolgreichen Modellfliegern wie Wilfried Biesterfeld (Fesselflugzeug Ultra Stunter) oder Karlheinz Denzin (Freiflugmodell Kadett) entstanden pädagogisch wertvolle, weitgehend vorgefertigte Baukastenmodelle, die auch dem wenig erfahrenen jungen Interessenten einen erfolgversprechenden Einstieg in den Bau und Betrieb von Flugmodellen und auch Schiffsmodellen ermöglichten. Hier ist vor allem der kleine UHU zu erwähnen, der zahllosen Jugendlichen zu ihren ersten Modellbauerfahrungen verhalf. Weitere Baukästen der Firma waren unter anderem der Hafenschlepper Bugsier-3 und der Seenotrettungskreuzer Adolph Bermpohl.

## Fernsteuerungen

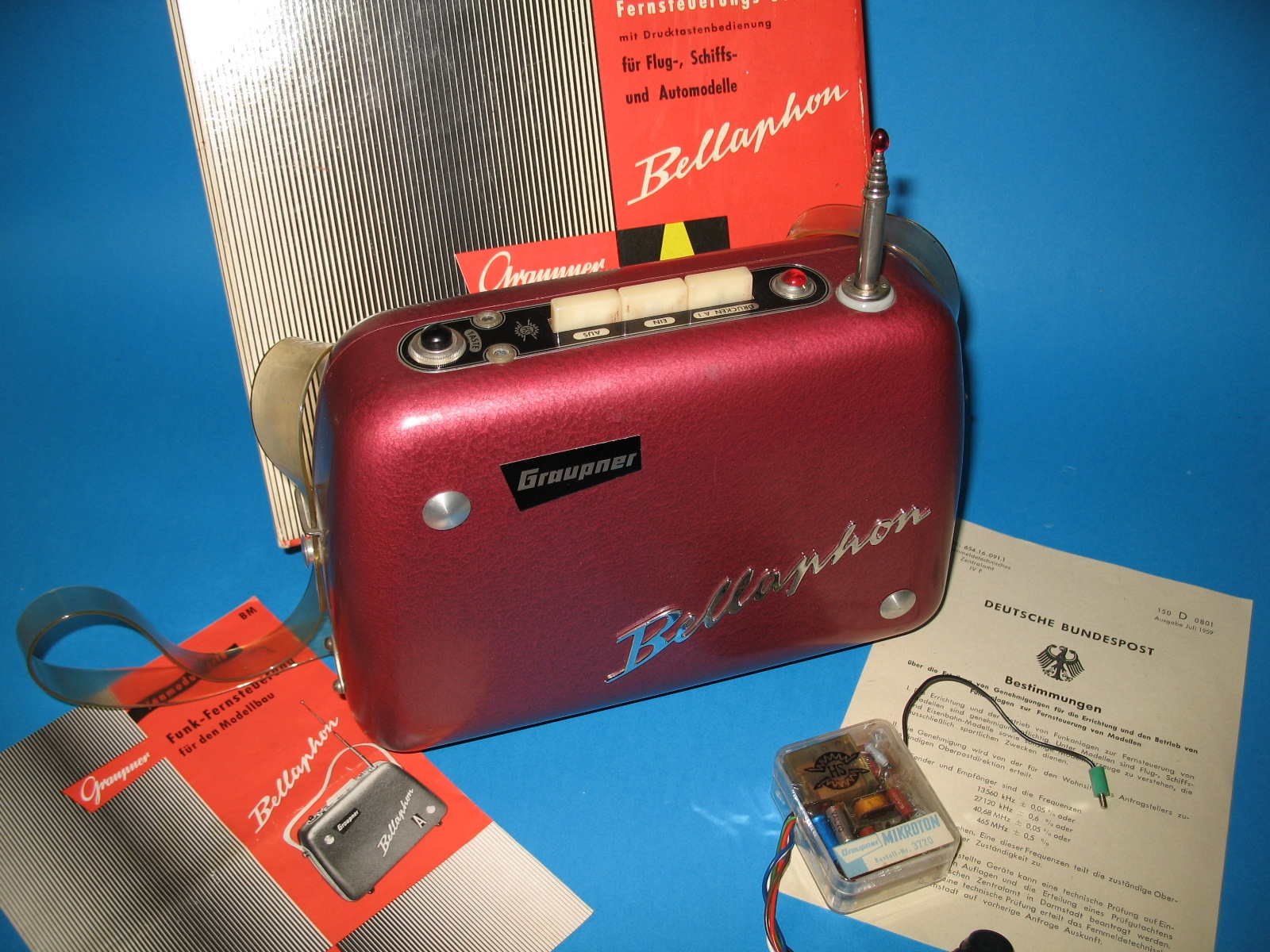
Die tonmodulierte Einkanalanlage mit dem Sender Bellaphon A und dem Empfänger Mikroton

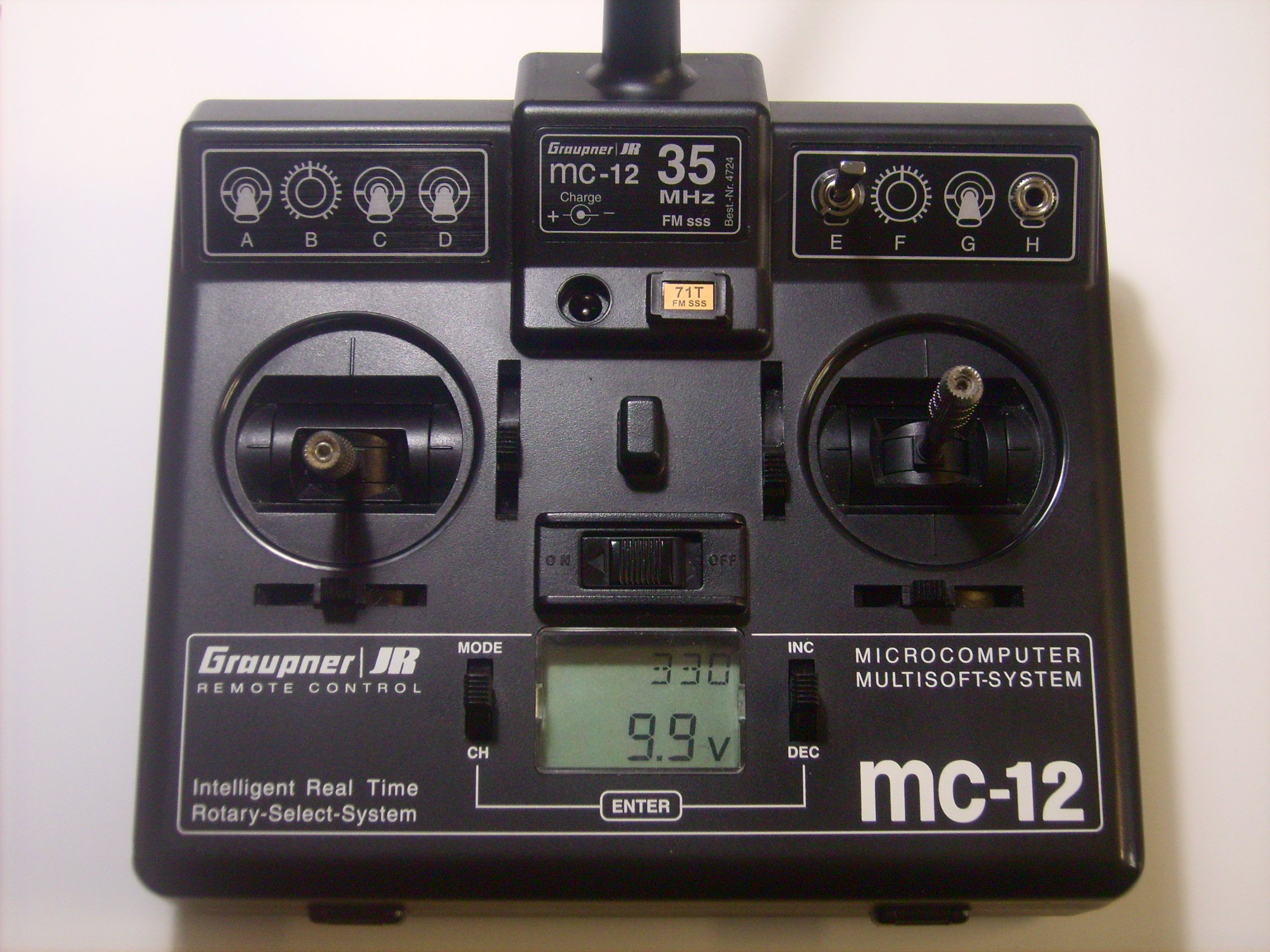
Programmierbare Funkfernsteuerung. Sender Graupner/JR mc-12, 35 MHz FM, Pult mit 2 Steuerknüppeln. (Bild 2006)

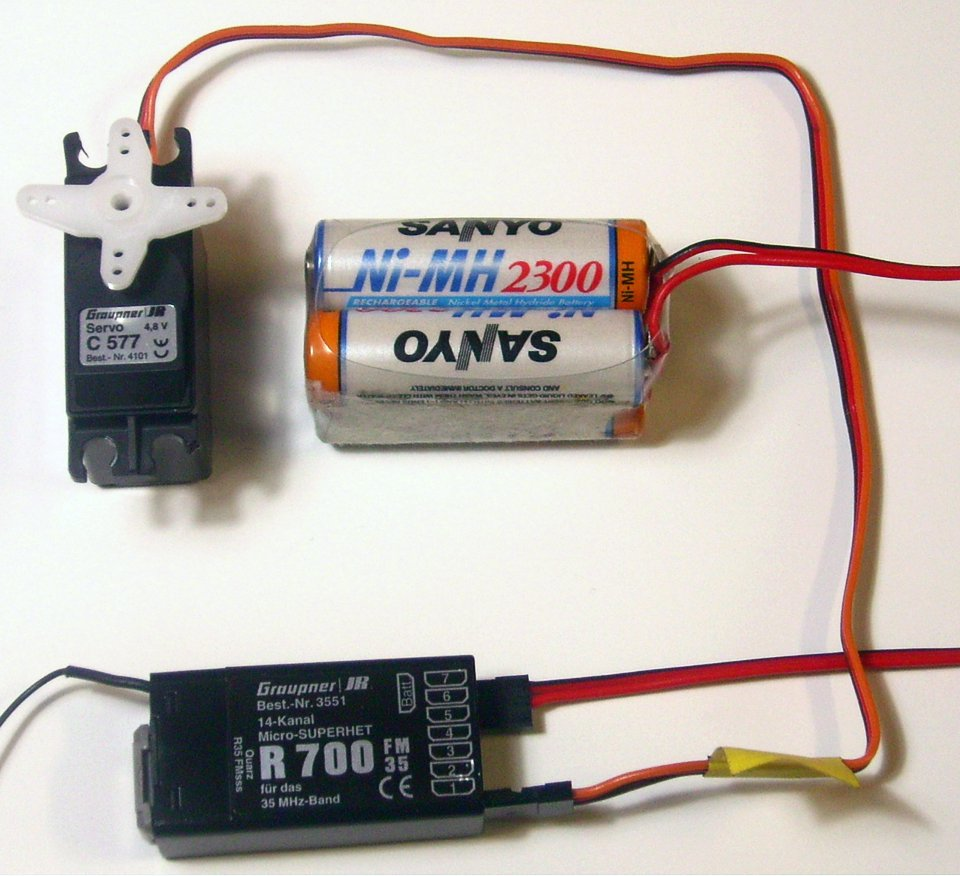
Fernsteuerungskomponenten im Modell: Servo C577, Akku (4xAA Ni-MH), Empfänger R700 (14-Kanal, 35 MHz FM) (Bild 2006)

Ab 1954 übernahm Graupner den Vertrieb einer Reihe von Modell-Funkfernsteuerungen des Münchener Herstellers Klemm mit den Sendern Standard 10, Standard 20 und Standard 30/30Q, die alle im damals ausschließlich zugelassenen 27,12-MHz-Kurzwellenband sendeten. Der Wettlauf zwischen dem Transistor und der Elektronenröhre war zwar bereits im Gang, die ersten Graupner-Funkfernsteuerungen waren aus technischen Gründen aber noch komplett mit den altbewährten Röhren ausgerüstet. Der Sender Standard 10 erzeugte die Anodenspannung mit einem mechanischen Zerhacker aus handelsüblichen Trockenbatterien, der Standard 20 mit zwei 75-Volt-Anodenbatterien, der Standard 30Q hatte bereits einen Quarzoszillator. Der Röhrenempfänger Standard war mit zwei Empfangsröhren DL68 und DL92 sowie einer Anzeigeröhre DM70 (Magischer Strich) bestückt, die eine genaue Abstimmung auf die Sendefrequenz erleichterte. Wenige Jahre später erschien der Hybrid-Empfänger Transistor mit einer Elektronenröhre im Hochfrequenz-Teil und einem Transistor, der die Rauschspannung für die Schaltung des Relais verstärkte – sämtliche Graupner-Fernsteuerungen waren damals unmodulierte Einkanalanlagen mit Trägertastung, Pendelaudion, Schaltverstärker und rauschspannungsgesteuertem Relais. 1956 ergänzte eine Bausatzanlage Tippy das Angebot der Graupner-Fernsteuerungen.
1958 folgten die von Hans Schuhmacher neu konzipierten tonmodulierten Einkanalsender der Serie Bellaphon A und Bellaphon B sowie der dazu passende Empfänger Mikroton – die Sendefrequenz war quarzstabilisiert, was die Abstimmung des Empfängers erleichterte, und lag ebenfalls im 11-Meter-Band (27,12 MHz). Beide Sender verwendeten im Hochfrequenzteil noch eine Batterie-Senderöhre, lediglich der Tonfrequenzoszillator für die Tonmodulation arbeitete bereits mit einem damals hochmodernen Transistor. Im Modell Bellaphon A ersetzte inzwischen ein Transistor-Wechselrichter den üblichen mechanischen Zerhacker für die Erzeugung der notwendigen Anodenspannung aus einem Bleiakkumulator, dem preislich günstigeren Modell Bellaphon B fehlte der elektronische Spannungswandler, der Sender benötigte deswegen neben der obligatorischen Heizbatterie zusätzlich einen Satz der nicht ganz billigen Anodenbatterien, die aber aufgrund der geringen Strombelastung hohe Standzeiten erzielten. Auch der Pendelaudion-Einkanalempfänger Mikroton hatte ebenfalls als Folge der technischen Unzulänglichkeiten damaliger Transistoren in seiner Hochfrequenzstufe noch eine Subminiaturröhre, die eine 30-Volt-Miniatur-Anodenbatterie in der Empfangsanlage erforderte.
Der aufgrund seiner unvorteilhaften Stromversorgung insbesondere für den Flugmodellbau sehr ungünstige Röhrenbetrieb der Fernsteuerung endete bei Graupner im Jahr 1960, in dem die ersten röhrenlosen Fernsteuergeräte auf dem Markt erschienen: die 3- und 10-Kanal-Anlagen der Serie Graupner Bellaphon / Polyton und die dafür entwickelten Ruderservos Bellamatic und Unimatic. Sowohl die Sende- als auch die Empfangselektronik der neuen Geräte war komplett mit den mittlerweile hochfrequenztauglichen Transistoren bestückt, was sich besonders vorteilhaft auf ihre Größe, Gewicht, Zuverlässigkeit und Betriebskosten auswirkte und dazu beitrug, dass sich die Graupner-Anlagen sehr erfolgreich auf dem damaligen Fernsteuerungsmarkt behaupteten.
1962 wurden die Bellaphon-Anlagen von der bei Grundig konstruierten und gebauten Modulanlage Graupner Variophon, Graupner Varioton und später Graupner Varioprop-Fernsteuerungen abgelöst. Die erstgenannte war eine ausbaufähige tonmodulierte Mehrkanalanlage in Tip-Tip-Technik, die Varioprop 10 kam 1968 als zweite Proportional-Anlage (nach der 1966 vorgestellten Digital TX/RX 14) heraus.
Anfang der 1980er Jahre führte Graupner Fernsteueranlagen und Servos der japanischen Firma JR Propo in Deutschland ein. Speziell für den mitteleuropäischen Markt entwickelte JR Propo unter der Marke Graupner/JR die Pultsender der FM- und MC-Serie. Die schließlich letzte in Entwicklung befindliche MC-32 ging an das koreanische Unternehmen SJ Incorporated über.

## Verbrennungs-Modellmotoren
Neben dem Import von kleinen US-amerikanischen Glühzünder-Modellmotoren des Herstellers Cox und der Motoren des japanischen Herstellers O.S. ließ Graupner ab 1952 eine Serie von Selbstzünder-Motoren mit dem Markennamen Taifun (ab 1,0 cm³) bei der Fa. Hörnlein in Vöhringen/Iller herstellen. Darunter waren zuverlässige Gebrauchsmotoren wie der Hobby (1 cm³), der Sportmotor Hurrikan (1,5 cm³) oder der Rasant (2,5 cm³), aber auch ein Rennmotor wie der Orkan (2,5 cm³). Immer häufiger erzielten die Graupner-Motoren nationale und internationale Preise bei Flugwettbewerben und Modellschauen.
Unter den von Graupner importierten O.S.-Modellmotoren befand sich auch der 1970 erschienene Rotationskolbenmotor 1-49 – der erste Modellmotor nach dem von Felix Wankel entwickelten Prinzip, der serienmäßig hergestellt wurde.

## Elektroflug

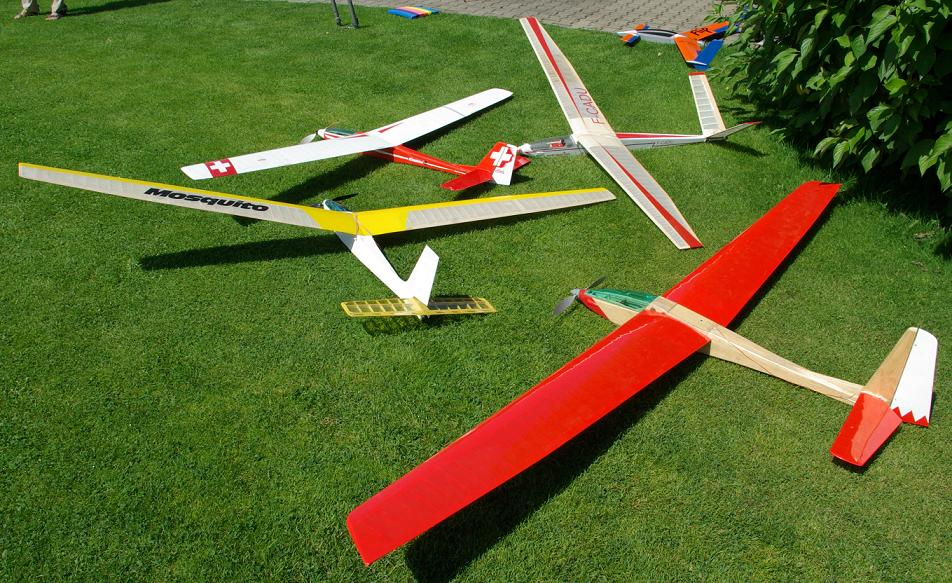
Graupner Mosquito und ihre zeitgenössischen Rivalen Robbe Edelweiß (r.o.), Carrera Primus und GF Dixi (r.u.)

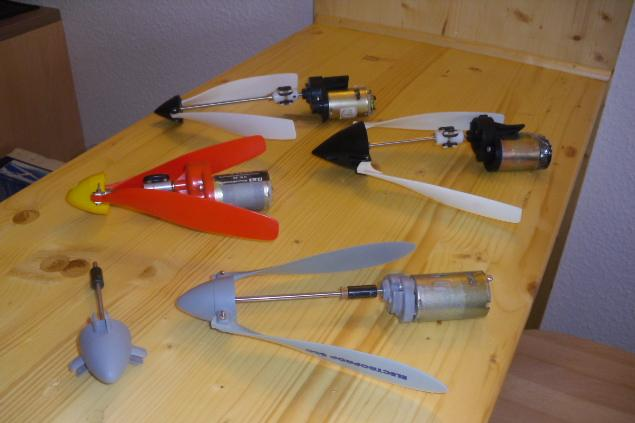
Im Vordergrund der Antrieb der Mosquito mit Zweiblatt-Nabe und im Spinner integrierter Anlaufdämpfung. links daneben die ebenfalls erhältliche Dreiblatt-Nabe des „Electroprop 550“.

Die ersten von Fred Militky entworfenen Elektroflugmodelle wurden 1959 auf Modellflug-Veranstaltungen gezeigt. Mit der Förderung von Graupner entstand 1960 das erste kommerzielle, freifliegende Modell namens Silentius. Der Antrieb erfolgte mit einem speziellen Getriebemotor der Firma Faulhaber, der durch seinen Glockenanker, eine freitragende Schrägwicklung auf dem Rotor des Elektromotors, einen besonders hohen Wirkungsgrad erzielte und somit erstmals einen Flugbetrieb mit den damals noch vergleichsweise leistungsschwachen Stromquellen ermöglichte. Wegen der Überlastung des Motors musste seine Laufzeit begrenzt werden. Der erste Baukasten für das funkgesteuerte Elektroflugmodell, die zweimotorige Hi-Fly erschien im Jahr 1973. Der Durchbruch kam mit der einmotorigen Mosquito, mit der 1975 die erste deutsche Meisterschaft im Elektroflug gewonnen wurde..Angetrieben wurde sie von einem Mabuchi-Motor der 550-Serie mit Getriebe und Fernwelle sowie dem zugehörigen „Electroprop 550“.

## Förderung der Modellflugjugend
1956 wurde ein deutschlandweiter Modellflugwettbewerb für Jugendliche zusammen mit dem DAeC ins Leben gerufen. Mit dem Modellbaukasten „Der kleine Uhu“ (ein kleines Segelflugzeug der Klasse A-1, Entwurf von Werner Thies) konnte jeder Jugendliche an den dezentralen Wettbewerben teilnehmen. „Der kleine Uhu“ wird in ähnlicher Form weiter gebaut und ist noch im Vertriebsprogramm zu finden.

## Preise und Auszeichnungen
- 1967 erhielt das Unternehmen als Förderer des Schiffsmodellsports die Goldene Ehrennadel des „Nauticus“.
- Das Graupner-Modell „DG 100“ wurde während der Nürnberger Spielwarenmesse 1985 von einer internationalen Jury der Fachpresse zum besten RC-Segelflugmodell des Jahres gewählt.
- Hans Graupner erhielt 2004 die Staufermedaille des Landes Baden-Württemberg als Dank und Anerkennung für besondere Verdienste.